# 상처 (1969년 영화)
"상처"는 1969년 공개된 대한민국의 영화이다.

## 배역
- 김지미
- 이순재
- 백영민
- 김성옥
- 한은진
- 최지숙
- 사미자
- 최삼
- 김웅
- 조덕성
- 이예성
- 송미남
- 문미봉
- 이예심
- 문주
- 임성포
- 추봉